# Бела Ростиславич
Бела Ростиславич (род. после 1243 — убит в ноябре 1272) — крупный венгерский феодал, бан Мачвы (1262—1272) и Боснии (1270—1272), претендент на венгерский королевский престол.

## Биография
Представитель черниговской линии княжеской династии Рюриковичей. Младший сын князя Ростислава Михайловича черниговского и галицкого (1227—1262) от брака с венгерской принцессой Анной (1226/1227-1285). Внук черниговского князя Михаила Всеволодовича Святого и короля Венгрии Белы IV.
В 1262 году после смерти князя Ростислава Михайловича его владения были разделены между его сыновьями: Бела унаследовал банат Мачва (в том числе Белград и Браничево), а его старший брат Михаил получил Боснийский банат.
Венгерский король Бела IV, поссорившись со своим старшим сыном и наследником Стефаном, в 1260 году назначил младшего сына Белу герцогом Славонии, Далмации и Хорватии. Стефан был взбешен и немедленно поднял мятеж против своего отца. В ходе междоусобной войны Бела и его мать Анна поддерживали Белу IV в борьбе против старшего сына Стефана. 5 декабря 1262 года был заключен Прессбургский мирный договор, по условиям которого Стефан получил во владение от своего отца новые венгерские владения южнее реки Дунай. После примирения Стефан захватил и отобрал у братьев Белы и Михаила отцовские владения (комитат Берег и замок Фузер) на востоке Венгерского королевства. Их мать Анна подала официальную жалобу на своего брата Стефана папе римскому Урбану IV, но «младший король» Стефан отказался вернуть захваченные владения.
В декабре 1264 года Бела IV послал войско на владения своего старшего сына и соправителя, «младшего короля» Стефана. Король назначил главнокомандующим армии своего внука Белу, но фактическим главой королевской армии был магнат Хенрик Кёсеги. В марте 1265 года в битве при Исасиге Стефан одержал победу над армией своего отца Белы, который вынужден был спасаться бегством.
23 марта 1266 года на острове Маргит «старший король» Бела IV и «младший король» Стефан (дед и дядя Белы) заключили новый мирный договор, по условиям которого Стефан получал во владение восточную часть венгерского королевства.
В 1270 году после гибели своего бездетного старшего брата Михаила Бела унаследовал его владения в Боснии.
В 1268 году король Сербии Стефан Драгутин вторгся с войском в венгерский банат Мачва. Сербы опустошили Мачву. Венгерский король Бела IV отправил армию на помощь своему внуку. Венгры разгромили сербов. Король Стефан Драгутин был взят в плен, откуда вынужден был себя выкупать.
3 мая 1270 года скончался король Венгрии Бела IV (дед Белы Маховского). На королевский престол вступил его старший сын и бывший противник Стефан V (1270—1272). Анна Венгерская, мать Белы, бежала в Прагу ко двору своего зятя, чешского короля Пржемысла Отакара II. Однако Бела Маховский сохранил верность новому королю Венгрии Стефану и оказал ему помощь против короля Чехии и его венгерских сторонников.
После смерти короля Стефана V в августе 1272 года и вступления на престол его сына Ласло IV Анна Венгерская (мать бана Белы) и феодал Хенрик I Кёсеги вернулись на родину. При дворе началась борьба двух магнатских группировок. Королева Елизавета (вдова Стефана V) и крупный феодал Иоахим Гуткелед с малолетним королём Ласло прибыли в Секешфехервар, чтобы побыстрее короновать Ласло Куна. Сторонники покойного Белы IV решили возвести на королевский престол бана Мачвы Белу Ростиславича. Приверженцы Белы напали на дом королевы-вдовы, но были отбиты. Коронация Ласло IV состоялась 3 сентября 1272 года.
В ноябре 1272 года по приказу Хенрика Кёсеги бан Мачвы Бела, обвиненный в предательстве, был убит во время торжеств, посвящённых коронации. Кёсеги изрубил Белу мечом так, что сестре убитого, монахине Маргит, пришлось собирать его останки по кускам.
После убийства Белы его владения были разделены между членами ведущих венгерских магнатских родов.